# Tramwaje w Annemasse
Tramwaje w Annemasse – system komunikacji tramwajowej we francuskim Annemasse, część systemu tramwajowego szwajcarskiej Genewy, obejmujący w chwili uruchomienia jeden przystanek, a docelowo w 2022 r. cztery przystanki. Tramwaj w Annemasse funkcjonuje od 14 grudnia 2019 r.
W 2013 r. zdecydowano o budowie 3,3–km torowiska i siedmiu przystanków we francuskiej części aglomeracji genewskiej jako przedłużenia tramwaju linii nr 12. Inwestycja miała być gotowa w 2016 r., ale na skutek problemów finansowych opóźniła się o trzy lata, kiedy ostatecznie uruchomiono nową linię nr 17 mającą 26 przystanków, w tym jeden przystanek Annemasse-Parc Montessuit we Francji.